# Logan futása (film)
A Logan futása (eredeti cím: Logan's Run) 1976-os amerikai sci-fi akciófilm Michael Anderson rendezésében. A főszerepben Michael York, Jenny Agutter, Richard Jordan, Roscoe Lee Browne, Farrah Fawcett és Peter Ustinov látható. David Zelag Goodman forgatókönyve William F. Nolan és George Clayton Johnson 1967-es Logan futása című regénye alapján készült.
A Metro-Goldwyn-Mayer által gyártott film csak a regény két alaptételét használja fel: azt, hogy mindenkinek meg kell halnia egy meghatározott életkorban, és hogy Logan és társa, Jessica megpróbálnak megszökni, miközben egy Francis nevű Homokember üldözi őket. A regény adaptálására tett meghiúsult kísérletek után változtattak a történeten, többek között 21-ről 30 évre emelték az „utolsó nap” életkorát.
A film a vizuális effektekért Oscar-díjat, valamint hat Szaturnusz-díjat nyert, köztük a legjobb sci-fi filmnek járó elismerést. Tévésorozat is készült a filmből, amelyet a CBS vetített 1977-től 1978-ig.

## Cselekmény
2274-ben a fiatal lakosok idilli, hedonista életmódot élnek egy kupolával fedett város védőövezetében. Az általános hiedelem szerint, amikor mindenki betölti 30. életévét, egy ünnepélyes szertartás keretében újjászületik egy újabb boldog élettartamra. Azok, akik sejtik a sokkal sötétebb igazságot, „futókká” válnak, és egy legendás, rejtett „menedékhelyre” menekülnek. Logan, a rendfenntartó tiszt beépül az állítólagos menedékhely felkutatására, de végül a vele együtt futó Jessicával együtt forradalmat próbál kirobbantani.

## Szereposztás
| Szerep                                                      | Színész               | Magyar hang      | Magyar hang   |
| Szerep                                                      | Színész               | 1. szinkron      | 2. szinkron   |
| ----------------------------------------------------------- | --------------------- | ---------------- | ------------- |
| Logan 5                                                     | Michael York          | Lux Ádám         | Schnell Ádám  |
| Jessica 6                                                   | Jenny Agutter         | Zakariás Éva     | Balázs Ágnes  |
| Francis 7                                                   | Richard Jordan        | Galambos Péter   | Lippai László |
| Box (hang)                                                  | Roscoe Lee Browne     | Buss Gyula       | N/A           |
| Holly 13                                                    | Farrah Fawcett-Majors | Balogh Erika     | Incze Ildikó  |
| Doki                                                        | Michael Anderson Jr.  | Nagy Gábor       | Imre István   |
| Öregember                                                   | Peter Ustinov         | Gruber Hugó      | Avar István   |
| 2. menedékházi férfi                                        | Randolph Roberts      | N/A              | N/A           |
| félénk lány                                                 | Ashley Cox            | N/A              | N/A           |
| Futónő / városi számítógép hangja (stáblistán nem szerepel) | Lara Lindsay          | N/A              | N/A           |
| Billy                                                       | Gary Morgan           | Minárovits Péter | Welker Gábor  |

## Fordítás
- Ez a szócikk részben vagy egészben  a   Logan's Run (film) című angol Wikipédia-szócikk fordításán alapul.  Az eredeti cikk szerkesztőit annak laptörténete sorolja fel. Ez a jelzés csupán a megfogalmazás eredetét és a szerzői jogokat jelzi, nem szolgál a cikkben szereplő információk forrásmegjelöléseként.